# Saarburg
Saarburg o Sarreburgo es una ciudad del distrito de Tréveris-Saarburg, en el estado federado de Renania-Palatinado de Alemania, situada a unos 30 km de la frontera con Francia y a unos 20 km de la frontera con Luxemburgo. Se encuentra al oeste del parque natural de Saar-Hunsrück, en la orilla del Río Sarre y en la desembocadura del Leukbach. Saarburg es la sede administrativa de la Verbandsgemeinde Saarburg-Kell.

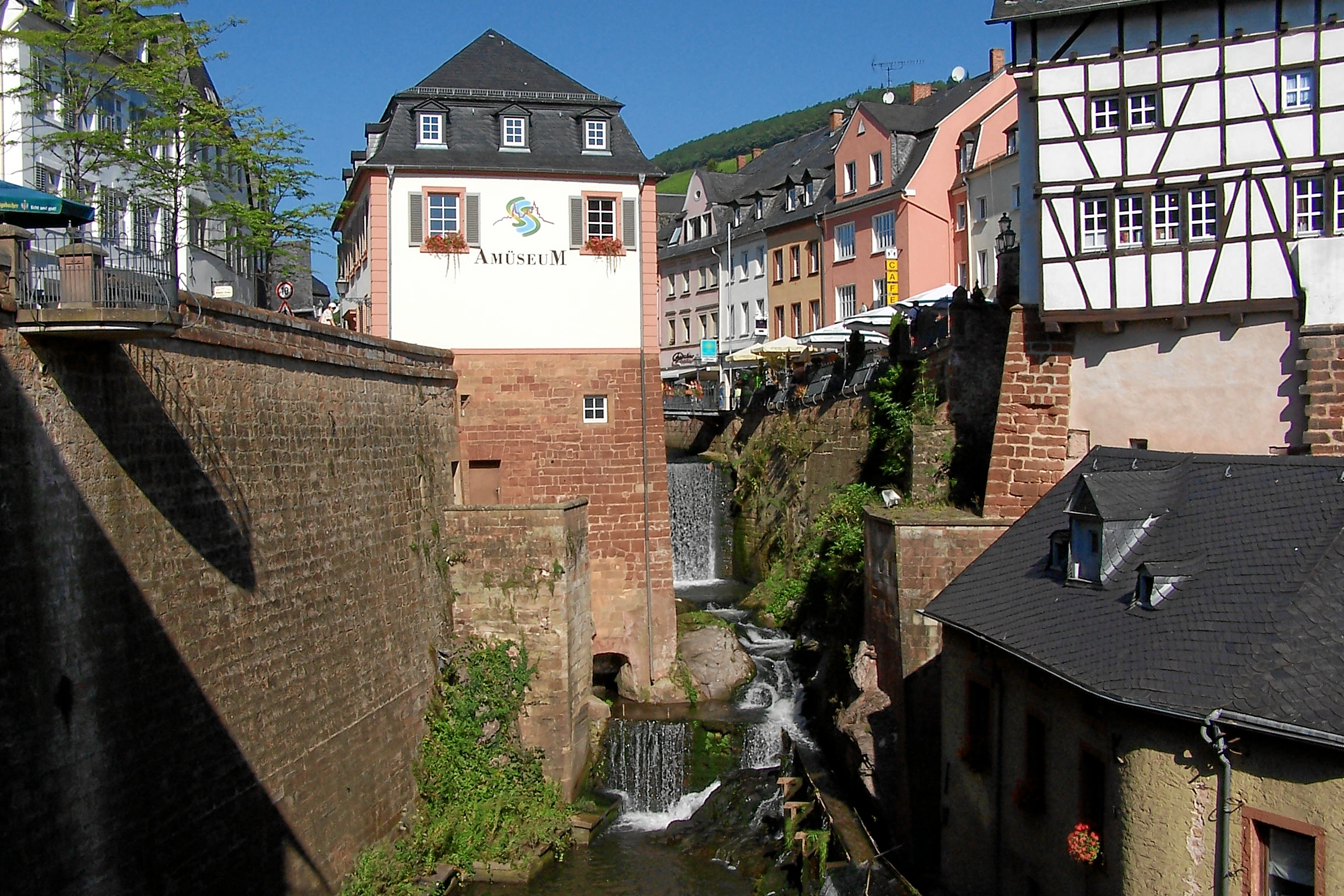
La cascada en el centro de la ciudad

## Historia
La historia de la ciudad comienza con la construcción del castillo, hoy en ruinas, por el conde Sigfrido de Luxemburgo en el año 964. Recibió su carta municipal en 1291 del rey Rodolfo I de Habsburgo. La villa fue adjudicada a Prusia por el Congreso de Viena. A raíz de la Segunda Guerra Mundial, permaneció ocupada hasta 1948 por tropas luxemburguesas, y desde entonces hasta 1955 por tropas francesas. De 1968 a 2010 fue la sede de un batallón francés.

## Galerìa

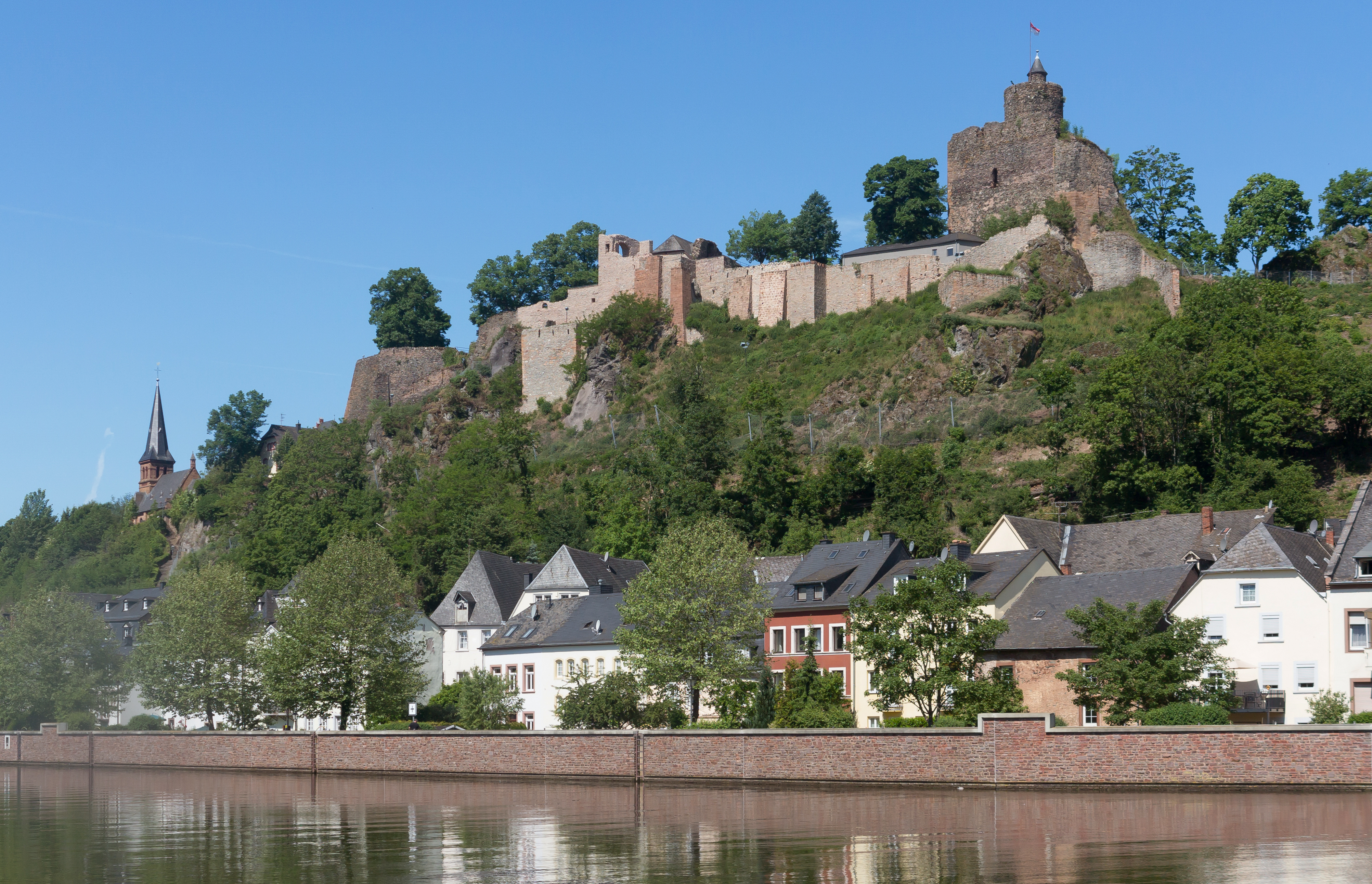
Saarburg, la fortaleza y la Ober- y Unterstadt
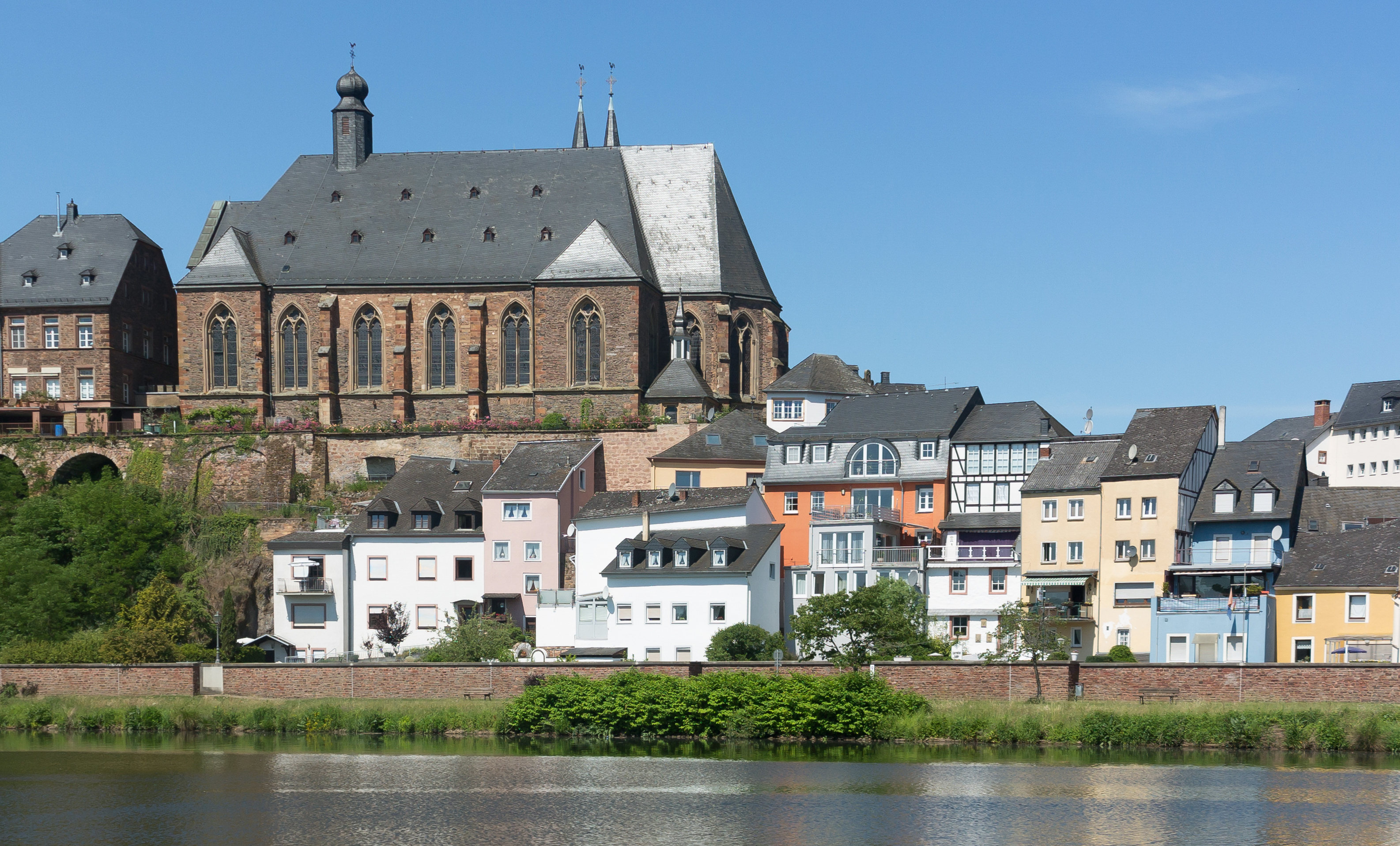
Saarburg, la iglesia  catolica (Pfarrkirche Sankt Laurentius)
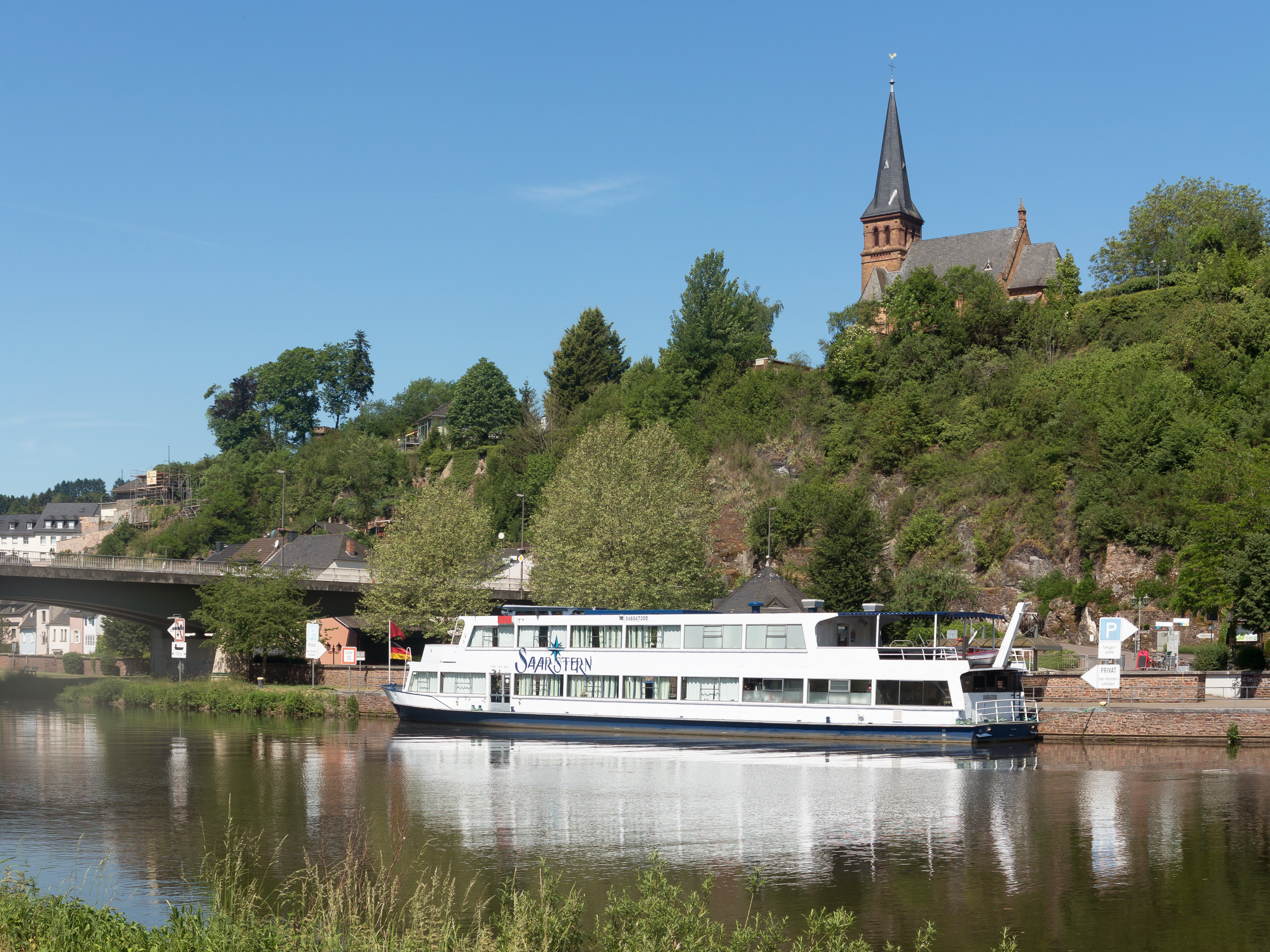
La iglesia  protestante y el rio Sarre en Saarburg
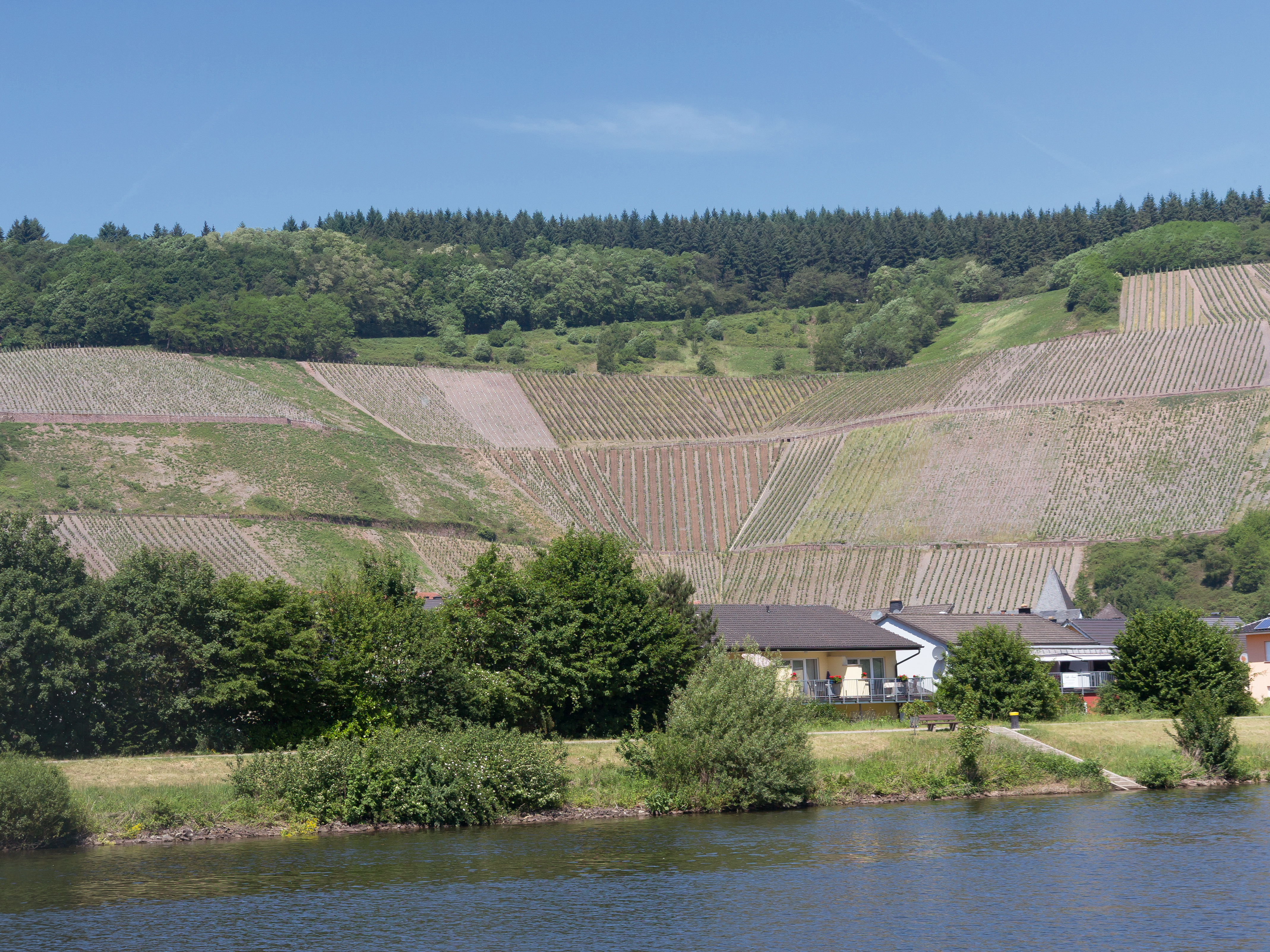
El rio Sarre en Saarburg

## Economía
En Saarburg funcionó desde el siglo XVIII una importante fundición de campanas, activa hasta principios de este siglo y convertida hoy en museo. La ciudad es un importante centro vinícola, gracias a los viñedos de uva Riesling plantados en el área circundante.